# الألعاب البارالمبية الصيفية 1976
الألعاب البارالمبية الصيفية 1976 هي النسخة الخامسة من الألعاب البارالمبية بدأت في 3 أغسطس وإنتهت في 11 أغسطس 1960 في تورنتو، كندا بعد نجاح عرض المدينة في الحصول على شرف استضافة ألعاب البارلمبية، شارك 1657 رياضي في منافسات هذه النسخة ومن 32 دولة. إحتلت الولايات المتحدة الصدارة في ترتيب الميداليات بعد فوزها ب66 ميدالية ذهبية.